# NS 3000 (stoomlocomotief)
De serie NS 3000 was een serie goederentreinstoomlocomotieven van de Nederlandse Spoorwegen (NS) en diens voorgangers Maatschappij tot Exploitatie van Staatsspoorwegen (SS) en Noord-Brabantsch-Duitsche Spoorweg-Maatschappij (NBDS).
Met de opening van de spoorlijn tussen Goch en Wesel kreeg de NBDS de behoefte aan goederentreinlocomotieven. Daartoe werd in 1877 een bestelling voor vier driegekoppelde locomotieven bij Hohenzollern in Düsseldorf-Grafenberg. De locomotieven vertoonden meerdere gelijkenissen met de serie 161-205 van de SS.
Door het toegenomen goederenverkeer, waren deze vier locomotieven in 1900 niet meer toereikend, waarna de NBDS enkele locomotieven van de SS huurde. In 1902 werd een vijfde locomotief besteld, die in 1903 als NBDS 16 in dienst werd gesteld, waarna de huur van locomotieven bij de SS kwam te vervallen. De 16 week van de 12-15 af door grotere afmetingen en een hogere ketelspanning. In 1907 volgde een, identiek aan de 16, zesde locomotief als NBDS 17. In 1915 werd de 13 voorzien van een nieuwe ketel overeenkomstig aan die van de 16 en 17.
In 1919 ging de NBDS op in de SS en werden de locomotieven in de SS nummering opgenomen als 215-220, waarbij de locomotieven met de ketel met lage stoomdruk (NBDS 12, 14 en 15) de nummers 215-217 kregen en de locomotieven met de ketel met grote stoomdruk (NBDS 13, 16 en 17) aansluitend de nummers 218-220.
Twee jaar later, in 1921, werd het materieelpark van de SS en de HSM samengevoegd en werden de locomotieven in de NS nummering opgenomen als 3001-3006. De locomotieven met een ketel met lage stoomdruk werden aangeduid als G1, die met een grote stoomdruk als G2.
In 1925 werd besloten dat de locomotieven zouden overgaan naar het Spoorwegbouwbedrijf (SpBB) in Simpelveld voor de aanleg van de Miljoenenlijn. Het Spoorwegbouwbedrijf gaf de locomotieven de nummers 5-6 en 9-12. Tussen 1933 en 1936 werden de locomotieven afgevoerd. Er is geen exemplaar bewaard gebleven.

## Overzicht
| Fabrieksnummer | Bouwjaar | NBDS nummer | SS nummer | NS nummer | SBB nummer | Afvoer | Bijzonderheden |
| -------------- | -------- | ----------- | --------- | --------- | ---------- | ------ | -------------- |
| 82             | 1878     | 12          | 215       | 3001      | 9          | 1935   |                |
| 83             | 1878     | 13          | 218       | 3004      | 11         | 1936   |                |
| 84             | 1878     | 14          | 216       | 3002      | 6          | 1933   |                |
| 85             | 1878     | 15          | 217       | 3003      | 10         | 1933   |                |
| 1614           | 1903     | 16          | 219       | 3005      | 5          | 1936   |                |
| 2254           | 1907     | 17          | 220       | 3006      | 12         | 1935   |                |